# Anton Kutej

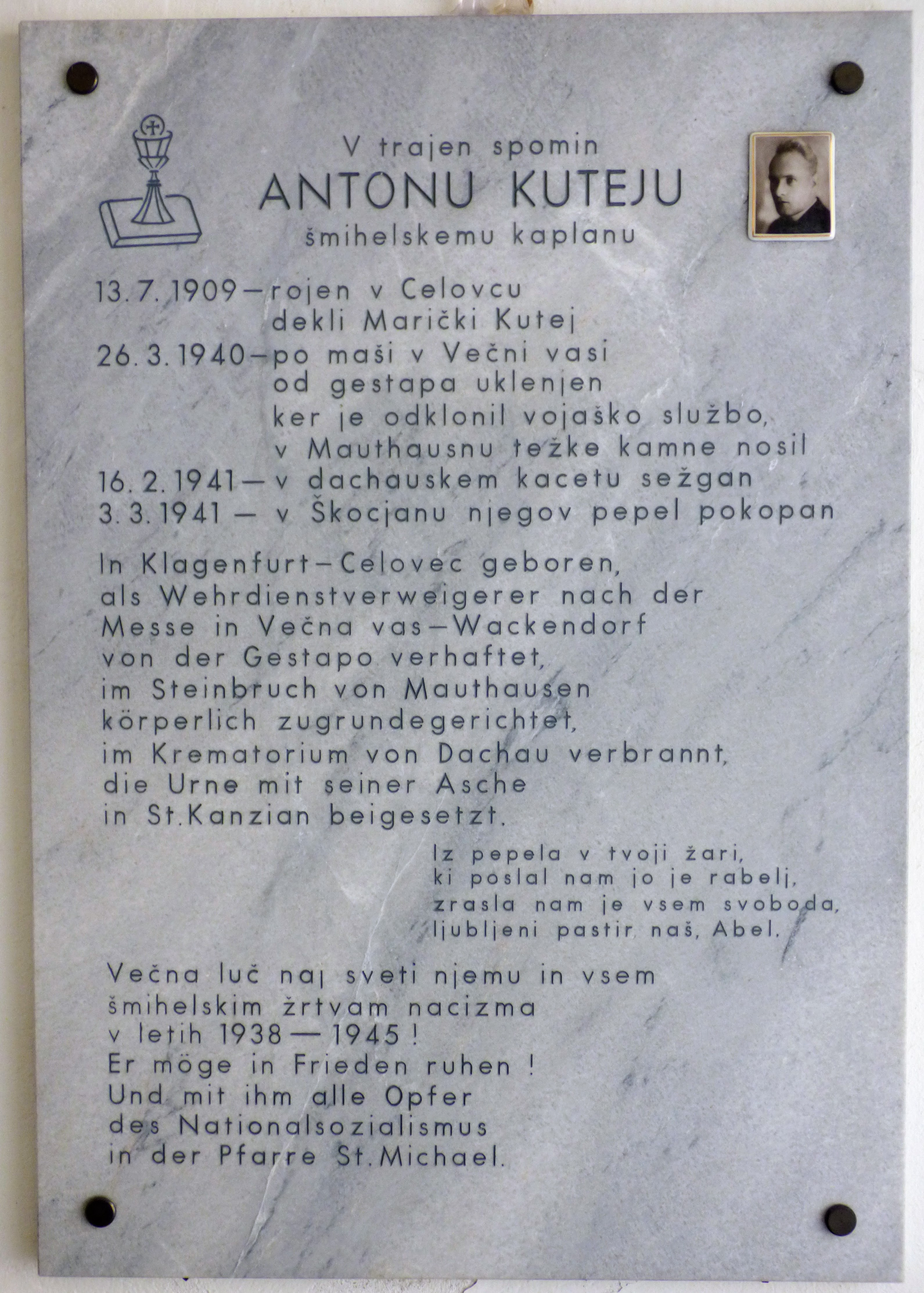
Gedenktafel für Anton Kutej, St. Michael bei Bleiburg

Anton Kutej (* 13. Juli 1909 in Klagenfurt; † 16. Februar 1941 im KZ Dachau) war ein österreichischer Priester, der wegen seiner Haltung gegenüber dem Nationalsozialismus im KZ Dachau zu Tode kam.

## Leben
Bis zum neunten Lebensjahr lebte Kutej mit seiner Mutter in Klagenfurt, dann übersiedelten beide nach Globasnitz. Durch Unterstützung des damaligen Pfarrers Jernej Pšeničnik konnte Kutej von 1923 bis 1931 das Klagenfurter Gymnasium besuchen. Nach der Matura trat er ins Klagenfurter Priesterseminar ein und begann das Studium der Theologie. Er war Mitglied der „Gemeinschaft slowenischer Theologen im Priesterseminar“. Im März 1937 erhielt er die Subdiakonats- und Diakonatsweihe, am 27. Juni 1937 wurde er zum Priester geweiht und feierte am 4. Juli d. J. in der Kirche Maria Dorn in Eisenkappel seine Primiz.

## Priester
Als Priester wirkte Kutej bis Ende April 1938 in Eisenkappel, dann in Neuhaus in Kärnten und in Maria Elend und vom 1. Jänner 1939 bis zu seiner Verhaftung am 26. März 1940 als Kaplan in St. Michael bei Bleiburg. Verhaftet wurde Kutej von der Gestapo nach dem Gottesdienst in der Filialkirche Wackendorf.

## NS-Verfolgung
Er erhielt den Wehrpass, den er am Gemeindeamt hinterlegen wollte, um im Ordinariat Rat zu erbitten. Der Gemeindesekretär war jedoch ein linientreuer Nationalsozialist, der sich nach dem Juliputsch als Legionär in Deutschland große Hoffnung auf eine Karriere gemacht hatte und voller Wut Kutejs Verweigerung der Unterschrift im Wehrpass sofort mehreren übergeordneten Dienststellen und der Gestapo-Außenstelle zur Kenntnis brachte. Nach zwei Tagen wurde Kutej von der Gestapo verhaftet, zu einem Prozess kam es nie; der Kaplan wurde einfach von der Gestapo ins KZ überwiesen. Das Ordinariat erhielt dann die mündliche Mitteilung, er habe sich geweigert, den Wehrpass zu unterzeichnen und habe Deutsch als Fremdsprache angegeben. Kutej und sein Mitbruder Štefej Messner machten aus ihrer antifaschistischen Haltung keinen Hehl. Kutej kam wegen „Unterschriftsverweigerung im Wehrpass“ zunächst nach Dachau, dann ins KZ Mauthausen (Häftling Nr. 2863) und schließlich am 7. Dezember 1940 wieder nach Dachau, wo er in Block 17 mit den Kärntner Priestern Marzell Leeb und Nikolaus L’Hoste untergebracht war und schließlich ums Leben kam.
Am 3. März 1941 wurde Kutejs Urne an der Südseite des Presbyteriums der Kirche von St. Kanzian beigesetzt.

## Anerkennungen
- Gedenktafel an der Pfarrkirche in Sankt Kanzian am Klopeiner See
- 1994: Gedenktafel an der Filialkirche in Wackendorf in Globasnitz
- 1994: Gedenktafel an der Pfarrkirche in St. Michael bei Bleiburg
- Anton-Kutej-Weg in Sankt Kanzian